# Нед Бенсон
Нед Бенсон (англ. Ned Benson; нар. 3 квітня 1977) — американський режисер, сценарист і продюсер. Він зробив свій режисерський дебютний фільм «Зникнення Елеонори Рігбі» .

## Особисте життя
Бенсон виріс у Нью-Йорку. У 2001 році закінчив Колумбійський університет за спеціальністю кіно та англійська. Бенсон перебував у довгострокових відносинах з Джессікою Частейн . Вони жили разом, перш ніж розірвати в 2010 році.

## Кар'єра
Бенсон розпочав свою кар'єру письмовій формі, режисурі та акторській майстерності. Після прем'єри короткометражного фільму «Чотири худі гончаки» на кінофестивалі в Малібу він зустрівся з Джессікою Частейн, яка попросила його працювати над майбутніми проектами. Разом вони працювали над своїм короткометражним фільмом «Західник 2010» . Бенсон керував їхнім фільмом «Зникнення Елеонори Рігбі» . Після того, як Частейн задав питання про фон Рігбі, Бенсон написав ще один сценарій, повністю присвячений її перспективі. У 2012 році Chastain був офіційно відданий за фільм. Його знімали як два фільми одночасно. Обидва фільми були представлені разом на Міжнародному кінофестивалі в Торонто 2013 року під назвою «Зникнення Елеонори Рігбі». Його пізніше Бенсон редагував фільми в один фільм «Зникнення Елеонори Рігбі: Їх», який відбувся на Каннському кінофестивалі 2014 року. У вересні 2014 року компанія Weinstein отримала обмежений випуск. 16 січня 2019 року Бенсон був підтверджений як сценарист майбутнього фільму Marvel Studios «Чорна вдова», зайнявши позицію Жака Шеффера .